# Xã East Polk, Quận Christian, Missouri
Xã East Polk (tiếng Anh: East Polk Township) là một xã thuộc quận Christian, tiểu bang Missouri, Hoa Kỳ. Năm 2010, dân số của xã này là 2.217 người.